# Robert Engel
Robert Engel ist ein ehemaliger deutscher Skispringer.
Engel, der für den WSV Brotterode startete, wurde bereits Ende der 1930er Jahre als Jugendlicher in den deutschen Nationalkader aufgenommen, musste seine Karriere aber wegen des Zweiten Weltkriegs unterbrechen. Nach dem Krieg startete er  bei der Vierschanzentournee 1953 auf der Großen Olympiaschanze in Oberstdorf zu seinem ersten und einzigen Springen bei einer Vierschanzentournee. Dabei erreichte er mit 176 Punkten am Ende den 18. Platz. In der Gesamtwertung lag er auf Rang 26 nach der Tournee.